# Hervé VII de Léon
Pour les articles homonymes, voir Hervé de Léon.
Hervé VII de Léon ( ? - mort en 1344) est un noble breton, fils d'Hervé VI, seigneur de Noyon-sur-Andelle, qui a épousé, en 1307, Jeanne, fille aînée d’Érard de Montmorency, seigneur de Conflans-Sainte-Honorine, et de Jeanne, dame de Longueval. Par ce mariage, la maison de Léon approchait le milieu des grands officiers de la couronne. Il succède à son père en tant que seigneur de Léon en 1337. Il était aussi seigneur de Noyon-sur-Andelle. Les seigneurs de Léon forment une branche cadette de la maison vicomtale de Léon fondée par Hervé Ier de Léon, fils cadet de Guyomarch IV, vicomte de Léon. Hervé VII de Léon s'illustra pendant la guerre de succession de Bretagne.

## Biographie
Hervé VII de Léon est le fils d'Hervé VI, seigneur de Léon, et de Jeanne de Montmorency (née vers 1287), fille aînée d’Érard de Montmorency, seigneur de Conflans, et de Jeanne, dame de Longueval. En 1323 ou 1326, il épouse en premières noces Marguerite de Retz, fille de Girard III Chabot, seigneur de Retz, et de Marie de Parthenay. Son épouse décède en 1333 ou 1334 sans lui donner d'héritier.
Hervé VII de Léon succède à son père en tant que seigneur de Léon en 1337. Son fief est au château de La Roche-Maurice. Veuf, il se remarie avec Marguerite d’Avaugour, fille de Henri IV d'Avaugour, seigneur de Goëllo et de Mayenne, et de Jeanne d’Harcourt. Marguerite est la tante de Jeanne de Penthièvre, nièce de Jean III le Bon, fille de Guy de Bretagne, seigneur de Penthièvre, et de Jeanne d'Avaugour. Hervé VII passe de nombreux accords concernant la part d'héritage de Marguerite, principale héritière de son père. La riche héritière revendique également une part du patrimoine de son grand-père, Henri III, ainsi que de sa sœur Blanche en Normandie, Mayenne  et Goëlo. L'héritage de la famille Avaugour occasionne de nombreux procès et contestations qui dureront jusqu'à la fin du XIVe siècle. Ainsi, jusqu'en 1347, des procédures opposent Henri VII et son épouse à des personnages tels que les évêques de Saint-Malo et de Cornouaille, le sénéchal de Quimper et Hervé IV, seigneur du Pont-l'Abbé.
Hervé VII de Léon possédait une maison à Paris, la "Maison d'Ardoise", située rue Saint-Denis, provenant des biens de son épouse Marguerite d'Avaugour, qui la vendit en 1343 ou 1344 à la confrérie Saint-Jacques aux pèlerins pour ma modique somme de 620 livres « pour la delivrance de la personne du dit mons. Hervieu de Léon qui, si comme ils disoient, estoit prisonnier du roy d’Angleterre en la ville de Londres » (voir paragraphe suivant).

### Guerre de Cent Ansetguerre de succession de Bretagne

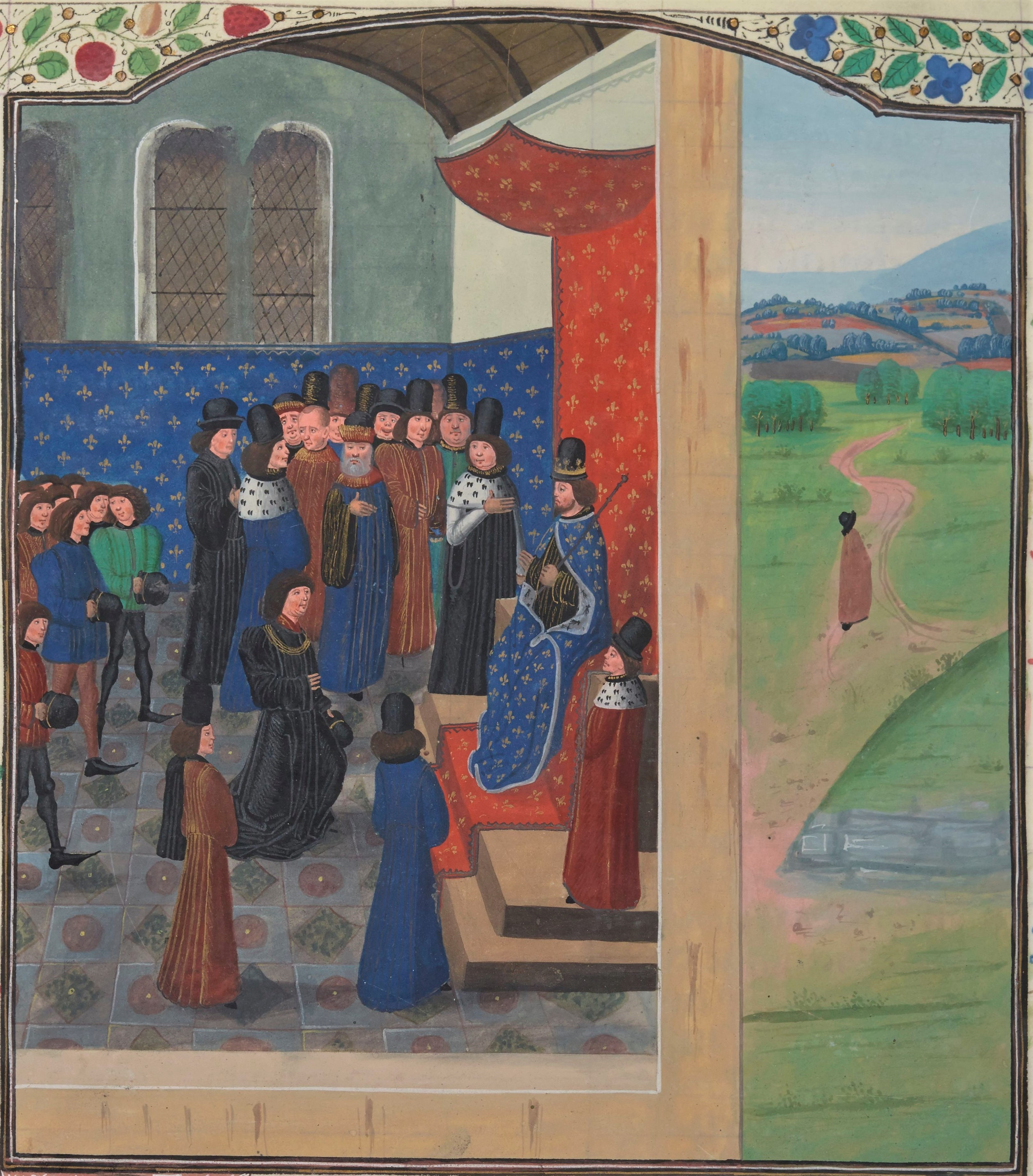
Jean de Montfort et Philippe VI de Valois.

Les possessions détenues par Hervé VII en France et en Normandie obligent celui-ci à servir sous la bannière du roi de France. Il participe à la guerre de Cent Ans en Flandre dès l'été 1340. Au début de la guerre de succession de Bretagne, bien que lié à Jeanne de Penthièvre, Hervé VII se range en 1341 sous la bannière de Jean de Montfort qui convoque en mai 1341 une assemblée de grands seigneurs bretons afin de faire valoir ses droits sur le trône de Bretagne après la mort sans héritier de Jean III le Bon.
Hervé VII aurait accompagné Jean de Montfort lors de sa chevauchée légendaire de juin-juillet 1341 et aurait soumis un grand nombre de places-fortes bretonnes. En septembre, le roi de France Philippe VI de Valois, par l’arrêt de Conflans, reconnait Charles de Blois comme duc de Bretagne au nom de sa femme Jeanne de Penthièvre. En novembre, le roi apporte à Charles de Blois son soutien et lève une armée afin de mettre le siège devant Nantes, tenue alors par Jean de Montfort. Hervé VII, qui défendait la ville de Nantes, devint la cible des reproches de Jean de Montfort après une sortie désastreuse qui se solda par la mort de nombreux chevaliers bretons. La ville de Nantes est reprise le 21 novembre 1341 après trois semaines de siège. Jean de Montfort est fait prisonnier puis emmené dans une prison du Louvre à Paris. C'est son épouse Jeanne qui continue la lutte armée.
Les reproches fait par Jean de Montfort sont à l’origine du revirement d'Hervé VII de Léon pour le parti de Charles de Blois ; il assiège notamment pour le compte de ce dernier les villes d'Hennebont et de Carhaix. Retiré au manoir épiscopal de Trégarantec, Hervé VII de Léon est surpris par Gautier de Mauni et Tanguy du Châtel qui le font prisonnier et l’envoient en Angleterre. Échangé en 1340 contre le comte de Salisbury, il participe ensuite au siège de Vannes[Information douteuse]. Fait de nouveau prisonnier, reconduit en Angleterre, il n’obtient sa délivrance qu'au prix d’une rançon de 100 000 écus. Le chroniqueur Froissart nous conte ses exploits contre les Maures d’Espagne et les païens de Prusse. Il décède « en allant en son pays en la cité d’Angiers », probablement à la fin de l’année 1344.

### Unions et descendance
De sa seconde union avec Marguerite d’Avaugour naissent quatre enfants :
- Hervé VIII de Léon, qui succède à son père.
- Jeanne de Léon, Jeanne de Léon épouse en 1349 Jean Ier de Rohan, qui à la suite de la mort sans héritier d'Hervé VIII en 1363, récupère la seigneurie de Léon et de Noyon, cette dernière seigneurie étant issue d'un ramage des seigneurs de Léon, alors sans héritiers directs. Leur fille Jeanne de Rohan[4] épouse en 1374 Robert d'Alençon[5] puis Pierre II d'Amboise.
- Marie de Léon, épouse  Jean de Kergorlay en 1362. Veuve elle se remarie à Jean Mallet, seigneur de Graville, avant 1369.
- Catherine de Léon, épouse d'Henri de Plédran, un chevalier, conseiller de Charles de Blois et de Jeanne de Penthièvre. Veuve, elle se remarie à un cousin, Guillaume de Léon, sire d’Hacqueville, petit-fils de Guillaume de Léon, frère d’Hervé VI de Léon.

Hervé VII de Léon aurait eu une quatrième fille, Marguerite, épouse d’Yvon de Trogoff, mais celle-ci n’est jamais mentionnée dans les actes de partage.